# Setaphis makalali
Setaphis makalali är en spindelart som beskrevs av FitzPatrick 2005. Setaphis makalali ingår i släktet Setaphis och familjen plattbuksspindlar. Inga underarter finns listade i Catalogue of Life.